# Уэйс, Гэри
Гэ́ри Уэ́йс (англ. Gary Weis) — американский кино- и телережиссёр, получивший наибольшую известность как автор короткометражных фильмов для передачи «Saturday Night Live».
Вместе со своей женой Кэтрин Айленд принял участие в создании ряда музыкальных видео для групп Toto («Without Your Love»), The Bangles («Walk Like an Egyptian»), Пола Саймона («You Can Call Me Al») и других групп и исполнителей. Уэйс создал два музыкальных видео для песни «Got My Mind Set on You» в исполнении Джорджа Харрисона. В первом из них снялся молодой Алексис Денисоф, а второй видеоклип часто транслировался на канале MTV и получил номинацию на MTV Video Music Awards в категории «лучший видеоклип года».
Также известен как автор документального фильма «80 Blocks from Tiffany's».

## Фильмография

### Фильмы
- Young Lust (1984)
- Wholly Moses! (1980)
- 80 Blocks from Tiffany's (1979)
- Jimi Hendrix (1973)[7]

### Телевидение
- «L.A. Law» (1-я серия, 1993)- Rhyme and Punishment (1993)
- C.C.P.D. (1992) (TV)
- Action Family (1987) (TV)
- Looney Tunes 50th Anniversary (1986) (TV)
- Steve Martin: A Wild and Crazy Guy (1978) (TV)
- Things We Did Last Summer (1978) (TV)
- The Rutles: All You Need Is Cash (1978) (TV)
- «Saturday Night Live» (частично 29 серий, 1975—1977)
- Diary of a Young Comic (1977) (TV)
- The Beach Boys: It's OK (1976) (TV)[7]

### Музыкальные видео
- George Harrison: The Dark Horse Years 1976—1992 (2004) (V) (клип «Got My Mind Set on You»)
- Bangles Greatest Hits (1990) (V) (клип «Walk Like an Egyptian» и «Walking Down Your Street»)
- The Best of Dan Aykroyd (1986) (V) (клип «Rubber Biscuit»)
- Steve Martin Live (1986) (V) («Hommage to Steve» — концерт)[7]